# 1812 год (фильм)
«1812 год» — русский исторический фильм режиссёров Василия Гончарова, Кая Ганзена и Александра Уральского. В главных ролях Александра Гончарова и Василий Гончаров.

## Сюжет
Фильм в 4 частях иллюстрирует события Отечественной войны 1812 года.

## В ролях
| Актёры               | Персонажи |
| -------------------- | --------- |
| Александра Гончарова |           |
| Василий Гончаров     |           |
| Андрей Громов        |           |
| Павел Кнорр          | Наполеон  |
| Василий Сережников   |           |
| А. Весков            |           |